# Gertrudis de Hackeborn
Gertrudis de Hackeborn (1232-1292) fou una abadessa del convent cistercenc de Helfta, prop de l'actual Eisleben, a Alemanya.

## Biografia
Gertrudis de Hackeborn va néixer prop de Halberstat en 1232. Era membre de la dinastia Hackeborn de Turíngia i germana de Santa Mechtilde. A una edat jove, va entrar en el convent cistercenc de Roderdorf, on va ser triada abadessa en 1251 a l'edat de 19 anys. Va fundar el convent de Hederleben en 1253 amb l'ajuda dels seus dos germans, Albert i Lluis però va patir falta d'aigua, de manera que va rebre el castell de Helpeda (Helfta) i la terra que ho envoltava i va traslladar aquí a la seva comunitat en 1258.
Mentre era abadessa, el convent de Helfta es va fer famosa per tot el Sacre Imperi Romanogermànic per les seves pràctiques d'ascetisme i misticisme. Gertrudis exigia que les seves monges anessin educades en les arts liberals, però especialment en la Bíblia. Sota el lideratge de l'abadessa Gertrudis, el monestir de Helfta va ser molt considerat per la seva vitalitat espiritual i intel·lectual. Malgrat la protecció de poderoses famílies, va ser saquejat almenys dues vegades en temps de Gertrudis.
Gertrudis de Hackeborn no ha de ser confosa amb santa Gertrudis la Gran. L'abadessa mai va escriure gens, ni va rebre cap revelació de Déu ni va ser canonitzada. Gertrudis la Gran va néixer uns vint anys després d'ella, i va viure com una monja comuna i corrent en el convent de Helfa.